# کویر منقش (آریزونا)
کویر منقش یک بیابان در ایالات متحده از سرزمین‌های بدبوم در منطقه چهار گوشه است، که از انتهای شرقی پارک ملی گرند کنیون و جنوب شرقی به پارک ملی جنگل سنگی کشیده شده است. به راحتی از بخش شمالی پارک ملی جنگل سنگ‌شده قابل دسترسی است. کویر منقش به خاطر رنگ‌های درخشان و متنوع‌اش شناخته می‌شود: این رنگ‌ها شامل سنگ قرمز رایج‌تر و همچنین سایه‌هایی از اسطوخودوس است.

## تاریخچه
کویر منقش توسط یک اکسپدیشن اسپانیایی به رهبری فرانسیسکو وازکوئز دکورونادو در سال ۱۵۴۰ در تلاش او برای یافتن هفت شهر سیبولا نامگذاری شد. او اینها را در حدود ۴۰ مایل (۶۰ کیلومتر) شرق پارک ملی جنگل سنگی. با توجه به اینکه شهرها از طلا ساخته نشده بودند، کورونادو یک اکسپدیشن را برای یافتن رودخانه کلرادو برای به دست آوردن منابع فرستاد. آنها با عبور از سرزمین عجایب رنگ‌ها، نام این منطقه را El Desierto Pintado (کویر نقاشی شده) گذاشتند.
بخش اعظم بیابان منقش در پارک ملی جنگل سنگ‌شده به‌عنوان منطقه کویری ملی جنگل سنگی محافظت می‌شود، جایی که سفرهای موتوری محدود است. این پارک هم پیاده‌روی آسان و هم طولانی‌تر به سمت تپه‌های رنگی ارائه می‌دهد. کویر منقش از شمال تا کشور ناواهو ادامه می‌یابد، جایی که سفر خارج از جاده فقط با مجوز مجاز است.

## زمین‌شناسی

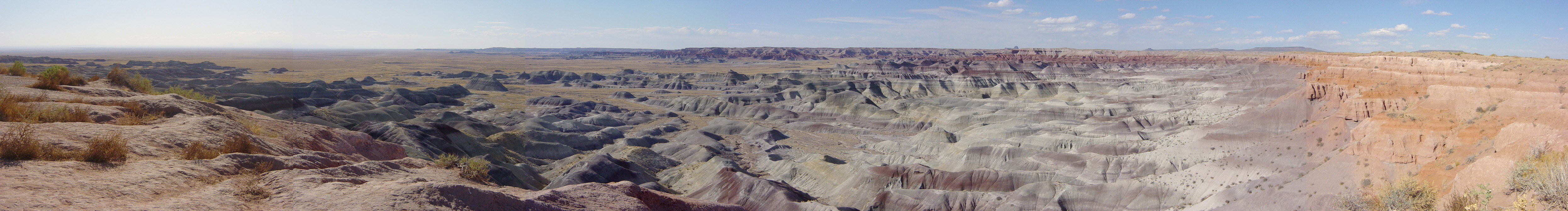
پارک شهرستانی لیتل پینتد دزرت، آریزونا.

این بیابان از لایه‌های چینه‌ای از لای‌سنگ، گل‌سنگ و شیل سازند چینل تریاس تشکیل شده است که به راحتی فرسایش می‌یابد. این لایه‌های سنگی ریزدانه حاوی ترکیبات فراوان آهن و منگنز هستند که رنگدانه‌های رنگ‌های مختلف منطقه را فراهم می‌کند. لایه‌های نازک و مقاوم دریاچه‌ای سنگ آهک جریان‌های آتشفشانی روی تخت‌تپه را پوشانده است. لایه‌های متعددی از خاکستر آتشفشانی دی‌اکسید سیلیسیم در چینل رخ می‌دهد و سیلیس را برای سنگ‌واره‌چوب منطقه فراهم می‌کند. فرسایش این لایه‌ها منجر به تشکیل توپوگرافی بدبوم‌های منطقه شده است.